# Брив Коррез
«Клаб Атлетик Брив Коррез Лимузен» (фр. Club athlétique Brive Corrèze Limousin), также известный как просто «Брив» — французский регбийный клуб, выступающий во втором дивизионе национального чемпионата. Созданная в 1910 году команда играла в четырёх финалах французского чемпионата, но ни разу не выигрывала. С другой стороны, клуб становился победителем и серебряным призёром самого престижного европейского трофея — кубка Хейнекен. Коллектив располагается в городе Брив-ла-Гайард (департамент Коррез, регион Лимузен) и проводит домашние матчи на стадионе «Стад Амеде-Доменек», вмещающем 15 тысяч зрителей. Традиционные цвета «Брива» — чёрный и белый.

## История
Клуб был создан 15 марта 1910 года. В межвоенный период команда начала выступления в регбилиг, однако после Второй мировой войны «Брив» вернулся в регби-15. Значительная часть истории клуба соотносится с выступлениями в высшей лиге чемпионата. Несмотря на то, что команда считалась одной из сильнейших в Лимузене, на счету регбистов имелся всего один приз — трофей Второго дивизиона за 1957 год. Лишь в 1965 году коллектив первый раз сыграл в финале чемпионата Франции. 23 мая на стадионе «Стад де Жерлан» в Лионе команда встретилась с соперниками из «Ажена» и проиграла с небольшим разрывом (8:15). Следующая попытка «Брива» выиграть щит Бреннуса датирована 1972 годом. 21 мая, также в Лионе игроки провели финальный матч против «Безье». Чёрно-белые снова оказались проигравшими, и на этот раз команда не заработала ни одного очка (0:9). Оппоненты провели ещё одну финальную встречу в 1975 году. К тому моменту регбисты «Безье» уже утвердились в ранге сильнейших игроков десятилетия: в 70-х команда взяла уже три титула. В итоге клуб выиграл и четвёртый чемпионат, хотя в этот раз преимущество победителя было минимальным (12:13). Игра прошла в Париже на стадионе «Парк де Пренс».
В середине 90-х клуб вернулся на высокий уровень и сыграл в финале 1996 года. Команда не смогла выиграть и в четвёртый раз — титул достался «Тулузе» (13:20). К тому времени только два клуба («Дакс» и «Клермон») проиграли большее число финалов, не победив ни в одном — 5. В утешение болельщикам «Брив» выиграл знаменитый французский турнир Шалёнж Ив дю Мануа, одолев в решающем встрече «Сексьон Палуаз» (12:6). Через год команда сыграла в финале кубка Хейнекен с английским «Лестером». Матч проходил на валлийской арене «Кардифф Армс Парк», и завершился триумфом французов (28:9). Сейчас «Брив» является одним из двух клубов (наряду с «Нортгемптон Сэйнтс» из Англии), выигравшим кубок Хейнекен и ни разу не становившимся чемпионом на родине.
22 февраля 1997 года команда встретилась с новозеландским коллективом «Окленд Блюз», добившемся успеха в главном чемпионате Южного полушария. Европейцы оказались не готовы к натиску южан и крупно уступили (11:47). В новом сезоне кубка Хейнекен «Брив» снова был финалистом, однако теперь кубок перешёл «Бату» (18:19). Игра прошла во Франции, на жирондинском «Парк Лескюр».
Затем команда оказалась в сложной финансовой ситуации, повлёкшей решение администрации о переводе клуба во второй дивизион. Выступления в низшей лиге «Брив» начал в 2000 году, но спустя два сезона вернулся в элиту. Команда с трудом выдерживала конкуренцию ведущей лиги и занимала места преимущественно в нижней половине турнирной таблицы. Лишь в 2004 году регбисты достигли игр плей-офф. В сезоне 2005 года французы добились успеха в Европе, дойдя до полуфинала Европейского кубка вызова, второго по значимости турнира. Там команда уступила игрокам «Палуаз», вышедшим в финал. В 2009 году коллектив вышел на шестую позицию в чемпионате Франции и получил право сыграть в кубке Хейнекен. Розыгрыш был полностью провален французами. Команда проиграла во всех матчах и заработала всего один балл за поражение с некрупным счётом. Соперниками «Брива» по группе были ирландский «Ленстер», валлийский «Лланелли Скарлетс» и английский «Лондон Айриш».
По итогам сезона 2011/12 «Брив» вновь выбыл из высшей лиги, на этот раз — по спортивному принципу. Возвращение в Топ 14 состоялось в сезоне 2018/2019, когда «Брив» выиграл дивизион Про Д2.

## Финальные матчи
| Дата           | Победитель | Финалист | Счёт  | Стадион                | Зрители |
| 23 мая 1965 г. | «Ажен»     | «Брив»   | 15:8  | «Стад де Жерлан», Лион | 28 758  |
| 21 мая 1972 г. | «Безье»    | «Брив»   | 9:0   | «Стад де Жерлан», Лион | 31 161  |
| 18 мая 1975 г. | «Безье»    | «Брив»   | 13:12 | «Парк де Пренс», Париж | 39 991  |
| 1 июня 1996 г. | «Тулуза»   | «Брив»   | 20:13 | «Парк де Пренс», Париж | 48 162  |

## Текущий состав
Заявка на сезон Топ-14 2018/2019. Жирным выделены игроки, заигранные за национальные сборные.

## Известные игроки
В составе клуба сыграли не менее 30 представителей сборной Франции. В середине XX века особой популярностью пользовался регбист Амеде Доменек по прозвищу «Дюк» («герцог»). Именем прославленного спортсмена ныне называется домашний стадион «Брива». В разные годы цвета команды представляли Оливье Мань, Кристоф Ламезон, Ален Пено, Жан-Люк Жойнель, Мишель и Димитри Яшвили. За клуб играли и многие иностранцы, в их числе аргентинцы Лисандро Арбицу и Кристиан Мартин, фиджиец Норман Лигаири, тонганец Сука Хуфанга, игрок из Самоа Терри Фанолуа, долгие годы представлявший английский «Глостер». Среди британских игроков «Брива» следует отметить валлийца Барри Дэвиса, англичанина Энди Гуда и уроженца Новой Зеландии Рики Флути, выступающего за сборную Англии.
- Марк Гьякери[англ.]
- Тим Доннелли[англ.]
- Поутаси Луафуту[англ.]
- Альфи Мафи[англ.]
- Крис Туатара-Моррисон
- Джон Уэлборн[англ.]
- Питер Фитцсимонс[англ.]
- Энди Гуд
- Шейн Джерати[англ.]
- Бен Джонстон[англ.]
- Бен Коэн[англ.]
- Фил Кристоферс[англ.]
- Джейми Нун[англ.]
- Шон Перри[англ.]
- Стив Томпсон[англ.]
- Рики Флати[англ.]
- Орасио Агулья[англ.]
- Лисандро Арбису[англ.]
- Дамьен Лаверье
- Кристиан Мартин
- Эдуардо Симоне[англ.]
- Агустин Фигерола[англ.]
- Карлен Асиешвили[англ.]
- Василий Каковин[англ.]
- Мамука Маграквелидзе[англ.]
- Антон Пеикришвили[англ.]
- Давид Хинчагишвили[англ.]
- Годердзи Швелидзе[англ.]
- Дэмиан Браун
- Кристиан Шорт
- Валерио Бернабо[англ.]
- Лучано Оркера
- Скотт Франклин[англ.]
- Вилиаме Вакаседуадуа[англ.]
- Брэд Майка[англ.]
- Уильям Уэттон
- Гжегож Кацала
- / Томас Ларанжейра
- Петру Бэлан
- Александру Манта[англ.]
- Сорин Сокол[англ.]
- Петришор Тодераск[англ.]
- Патрик Тоету
- Терри Фанолуа[англ.]
- Кевин Далзелл
- Таку Нгвенья
- Сука Хуфанга[англ.]
- Барри Дэвис[англ.]
- Лиам Дэвис[англ.]
- Киран Мёрфи[англ.]
- Аликс Пофем[англ.]
- Малакаи Баканисева
- Филимоне Болавуджу[англ.]
- Серемайя Буроту
- Доминико Ваканибуроту
- Сиса Коямаиболе
- Норман Лигаири
- Бенито Мазилеву
- Луи Акоста
- Доминик Ариз[англ.]
- Николя Бези
- Матьё Бели[англ.]
- Паскаль Бомати[англ.]
- Себастьен Бонетти[англ.]
- Терри Бурауа[англ.]
- Жак Буссуж[англ.]
- Людовик Вальбон[англ.]
- Давид Вендитти
- Элвис Вермёйлен[англ.]
- Себастьен Вьяр
- Пьер Вийпрё[англ.]
- Лоик Ван Дер Линден
- Жером Гиссе[англ.]
- Бенжамен Дамбьель[англ.]
- Тьерри Девержи
- Амеде Доменек[англ.]
- Ив Донги[англ.]
- Николя Жанжан[англ.]
- Гаэтан Жермен
- Жан-Люк Жойнель[англ.]
- Дамьен Жордан
- Дмитрий Иашвили
- Мишель Иашвили[англ.]
- Тедди Ирибарен
- Ромен Кабанн[англ.]
- Жюльен Каминати[фр.]
- Пьер Капдевьелль[англ.]
- Филипп Карбонно[англ.]
- Ален Карминати[англ.]
- Себастьен Карра
- Валентан Курран[англ.]
- Жюльен Лаарраг[англ.]
- Бенджамин Лапейре
- Жульен Ле Деведек
- Кристоф Лямезон[англ.]
- Виржиль Лякомб
- Оливье Мань[англ.]
- Арно Мела[англ.]
- Родольф Модан[англ.]
- Венсан Москато[англ.]
- Алексис Палиссон[англ.]
- Жан-Батист Пежуан
- Ален Пено[англ.]
- Максим Птижан[англ.]
- Лука Пуантю[англ.]
- Гийом Рибе
- Фабьен Санконни
- Патрик Себастьен[англ.]
- Фарид Сид[англ.]
- Скотт Спеддинг
- Лоран Траверс
- Матьё Угалде
- Седрик Эйман[англ.]
- Фабрис Эстебанез[англ.]
- Майк Блэр
- Том Смит[англ.]
- Грегор Таунсенд[англ.]
- Кевин Бюйс
- Антони Классен[англ.]
- Вильгельм Стеенкамп